# آلرژی به شیر
آلرژی به شیر نوعی آلرژی غذایی است که به دنبال واکنش سیستم ایمنی به یکی از اجزاء تشکیل دهنده شیر هر حیوانی (به‌طور شایع به پروتئین آلفا اس‌وان کازئین در شیر گاو) ایجاد می‌شود. این نوع آلرژی می‌تواند منجر به آنافیلاکسی نیز شود. آلرژی به شیر با عدم تحمل لاکتوز فرق دارد.

## علایم
علایم آلرژی به شیر می‌تواند گوارشی، پوستی یا تنفسی باشد. علایم می‌تواند به صورت بثورات پوستی، کهیر، استفراغ، اسهال، نفخ، یبوست و … بروز کند.
حساسیت به پروتئین گاوی به دو دسته تقسیم می‌شود:
- آلرژی به پروتئین گاوی وابسته به IgE: بدن به این نوع آلرژی به صورت فوری واکنش نشان می‌دهد.
- آلرژی به پروتئین گاوی غیر وابسته به IgE: بدن به این نوع آلرژی با تأخیر واکنش نشان می‌دهد.

IgE یا ایمونوگلوبولین E یک آنتی‌بادی طبیعی در بدن است که باعث علائم آلرژیک مانند، کهیر، راش پوستی، خس خس سینه و آبریزش بینی می‌شود.
در واکنش سریع، علائم معمولاً طی ۲ ساعت پس از مصرف فرآورده گاوی شروع می‌شود. در واکنش تأخیری، علائم بعد از ۴۸ ساعت تا ۱ هفته پس از مصرف فرآورده گاوی نمایان می‌شوند.

## همه‌گیرشناسی
آلرژی به شیر شایع‌ترین آلرژی غذایی در ابتدای کودکی است و ۲ تا ۳ درصد شیرخواران را درگیر می‌کند.

## سبب‌شناسی
در چندین مطالعه ارتباط بین میزان بستری شدن کودکان مبتلا به آسم در بیمارستان یا استفاده از استروئید با آلرژی به شیر مشاهده شده است.